# خورالعميرة (المضاربة والعارة)

تعديل مصدري - تعديل

خورالعميرة هي إحدى قرى عزلة العارة بمديرية المضاربة والعارة التابعة لمحافظة لحج، بلغ تعداد سكانها 1185 نسمة حسب تعداد اليمن لعام 2004.